# .cu
Pour les articles homonymes, voir CU.
.cu est le domaine de premier niveau national (country code top level domain : ccTLD) réservé à Cuba.

## Domaines de second niveau
Il existe six domaines de second niveau.
- .com.cu
- .edu.cu
- .org.cu
- .net.cu
- .gov.cu
- .inf.cu